# إيسيدوروس
كان إيسيدوروس (ولد عام 139) كاهنًا مصريًا قديمًا في القرن الثاني خلال الحكم الروماني لمصر. قاد الثورة المصرية ضد الحكم الروماني في عهد الإمبراطور ماركوس أوريليوس.

## اسم
إيسيدوروس هو اسم يوناني أصله في مصر الهلنستية، ويمكن ترجمته إلى «هدية إيزيس».

## سيرة شخصية
في العام 172، أثار إيسيدوروس الشعوب الريفية الواقعة غرب دلتا النيل التي كانت تعيش على رعي الماشية، وألهبها للحرب ضد الحكم الروماني. لم تكن أسباب هذه الحركة واضحة، على الرغم من أنه من المحتمل أن تكون الضرائب الرومانية المرتفعة أحد أسبابها، ربما بسبب الاستياء من حكم شعب أجنبي.
بدأت الثورة بكمين نصبه الكاهن: تنكر هو ومساعدوه بزي نساء وذهبوا إلى قائد المئة المحلي متظاهرين بأنهم زوجات سجناء أتوا لدفع فدية لهم، وعندما سُمح لهم بالاقتراب، انتزعوا منهن. اخفوا السلاح وهاجموا الجنود الرومان. بعد القتال، مع سقوط قائد المئة، قام المصريون طقوسًا بالتضحية بالثاني في قيادة الرومان والتهموا أحشاء كليهما بعد أن أدلوا القسم عليهم. وصل الفيلق الروماني لتسوية الاضطرابات، وهي معركة برز فيها الكاهن نفسه بشجاعته، ثم سار لاحقًا إلى الإسكندرية.
بسبب هزيمة الرومان، تلقى حاكم المقاطعة السورية، غايوس أفيديو كاسيوس، أوامر خاصة للتعبئة ومحاولة قمع الثورة بكل الوسائل. مرت شهور بالفعل منذ بداية التمرد، وكانت الإسكندرية على وشك السقوط في أيدي المهاجمين. عندما وصل كاسيوس وقواته إلى المدينة، لاحظ عدم جدوى الهجوم المباشر بسبب النيران والتفوق العددي للمصريين، اختار المحافظ بدلاً من ذلك دمجها في المفاوضات. المتمردين، من أصول متنوعة ويفتقرون إلى التماسك الثقافي الحقيقي، تفرقوا في الاقتتال الداخلي في غضون فترة قصيرة، ومعه هزمهم كاسيوس بسهولة.
لقد تم الافتراض بأن الطقوس الدموية لإيسيدوروس قد لا تكون أكثر من تجميل دعائي، على الرغم من أنها تندرج أيضًا في فئة الأعمال المنفذة لغرس الحماسة الدينية في حركة شعبية سامية، يمكن مقارنتها بطقوس المتمردين الغاليين ماريكو في عام 68. أكل لحوم البشر المصري له أيضًا سابقة ثقافية في ما يسمى «ترنيمة آكلي لحوم البشر»، وهو نقش على هرم أوناس يمجد الملك أوناس كآكل للرجل.
كان للثورة عواقب وخيمة على مصر: فقد ألحقت أضرارًا كبيرة بالاقتصاد المصري، وكانت بداية الانحدار الاقتصادي في مصر.